# Scituloglaucytes suturalis
Scituloglaucytes suturalis là một loài bọ cánh cứng trong họ Cerambycidae.